# Luisa Todi
Luísa Rosa de Aguiar Todi (Setúbal, 9 de gener de 1753-Lisboa, 1 d'octubre de 1833) fou una cèlebre mezzosoprano portuguesa, amb una veu potent i rica junt a un gran talent dramàtic.
Adoptà el cognom Todi en contraure matrimoni amb l'italià Francesco Saverio Todi, al principi de la seva triomfal carrera artística. Fou deixebla de Davide Perez, a Lisboa; la seva fama començà a Madrid en cantar el 1777 l'òpera L'Olimpiade. Dotada d'una magnífica veu de mezzosoprano i de bella figura, valorats aquests dots naturals per un gran temperament dramàtic, gaudí durant molts anys del favor i l'admiració sense límits del públic i de les principals corts d'Europa: fou diversos anys l'artista predilecta de l'emperadriu Caterina I i del rei de Prússia.
A París, on actuava competint amb la cèlebre Madama Mara, assolí tenir un entusiasta partit d'admiradors, els todistes, els quals renyien en l'Òpera acarnissades batalles amb els maristes o partidaris de la Mara, no cediren en força aquestes lluites artístiques a les famoses gluckistes i piccinnistes.
Contra el que solia esdevenir als grans artistes del seu temps, Todi deixà a la seva mort una considerable fortuna, calculada llavors en un milió de francs, a més gran quantitat de joies, regals en la seva major part de sobirans i magnats estrangers.